# Barracco (famiglia)
I Barracco o Baracco furono una delle più importanti famiglie nobili del Regno delle Due Sicilie prima, e del Regno d'Italia poi. Originaria del Regno di Francia ma in seguito radicata tra Cosenza, Crotone e Napoli, ebbero maggiore notorietà nel XIX secolo per le loro grandi quantità di proprietà terriere situate nell'odierna Calabria. Il latifondo Barracco si estendeva ininterrottamente per oltre 100 km di lunghezza, dalle vette della Sila al Mar Ionio, su una superficie di oltre 2 250 km². Queste proprietà facevano dei Barracco i più grandi proprietari terrieri d'Italia e la famiglia più ricca del Regno delle Due Sicilie.

## Storia

### Origini
La famiglia Barracco, di origine francese, arrivò in Italia durante la fase di dominio della dinastia angioina nel Regno di Napoli. Ottenuto il titolo di baroni di Lattarico ed Eboli per concessione del re Ferdinando I di Napoli vennero poi aggregati al patriziato di Cosenza, oltre che all'Ordine dell'Ospedale di San Giovanni di Gerusalemme, per mezzo di Maurizio Barracco nel 1592.

### Storia moderna

#### Terreni acquistati
Alla fine del XVIII secolo la famiglia Barracco di Crotone, pur fregiandosi del titolo di baroni, non poterono vantare molte ricchezze; nell'arco di una cinquantina d'anni, però, arrivarono a possedere il più alto numero di proprietà terriere della Calabria diventando così la più ricca famiglia di latifondisti del Regno delle Due Sicilie e, in seguito, del Regno d'Italia.
Una volta acquistati molti dei feudi facenti capo a quella parte dell'aristocrazia del marchesato crotonese piena di debiti, nel 1806 la famiglia Barracco esercitò anche l'acquisto del feudo di Isola dal marchese Ignazio Friozzi, che a suo tempo l'aveva acquistato a Marano nel 1798. Nel 1830 fu la volta del feudo di Caccuri, all'epoca appartenente alla duchessa Rachele Ceva Grimaldi, acquistato per 52 816 ducati e divenendo così proprietari di ben 4 571 tomoli di terreno; successivamente acquistarono il feudo di Cerenzia per 130 000 ducati dai principi Tommaso e Raffaele Giannuzzi Savelli, entrambi pieni di debiti. Tra il 1811 e il 1817 la baronia di Cutro (distribuita su 5 734 tomoli) venne ceduta ai Barracco in diversi lotti dal principe Giovanbattista Filomarino (che aveva accumulato debiti con il fisco) per un totale di 77 516 ducati. Nel 1813 il principe genovese Marcantonio Doria cominciò a contrarre grandi somme di denaro dai Barracco ipotecando i suoi feudi, cosicché nel 1834, ossia quando il principe decise di vendergli le baronie di Tacina e Massanova per 330 443 ducati, gliene dettero già 275 443.
Nel 1814 Alfonso Barracco acquistò alcune terre del comune di Santa Severina e degli appezzamenti di terreno a Campolongo, nel comune di Isola di Capo Rizzuto, oltre che diversi altri terreni presenti nella città di Crotone.
Nel 1815 i Barracco acquistarono dallo stato napoleonico, ormai caduto, 3 106 tomoli di terra situati tra le montagne della Sila; intorno al 1840, poi, divennero proprietari della maggior parte delle vecchie proprietà appartenenti al barone Emanuele De Nobili di Catanzaro, la cui famiglia era in debito.
Nell'ottobre del 1836 il convento di Santa Maria della Pace di Napoli vendette oltre 5 000 tomoli di terra sparsi tra i comuni di Cutro, Roccabernarda, Cotronei, Marcedusa, Caccuri e Verzino al barone Luigi Barracco, assicurandogli così un rendita annua di 326 ducati. Nella prima metà del XIX secolo i Barracco diedero in pegno alcune terre ai contadini e ad altre persone provenienti da classi sociali medio-basse, acquistando in seguito altri 10 000 tomoli di terreno nella provincia di Crotone. Nel corso degli anni acquisteranno anche Santa Severina dal barone Gennaro Grutther, San Leonardo di Cutro dal barone Antonio Vercillo e delle terre a Simeri Crichi, Soveria Simeri e Isola di Capo Rizzuto.
Tra il 1845 e il 1848 il procuratore generale Pasquale Barletta, all'epoca commissario regio di Cosenza, indagò sull'usurpazione di alcuni terreni di proprietà dello Stato nelle montagne della Sila; intimò così la famiglia Barracco a rinunciare a 7 000 tomoli di terra, ma essi rifiutarono e vi fu una battaglia legale tra le parti che durò per circa quarant'anni, fino al 1887.
Alla morte di Luigi Barracco (figlio unico di Alfonso, morto nel 1831, ed erede della famiglia), avvenuta nel 1849, i Barracco divennero i più ricchi proprietari terrieri della Calabria.

#### Membri della famiglia

Giovanni Barracco.

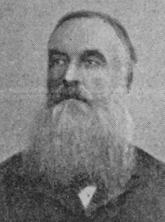
Roberto Barracco.

Il barone Alfonso Barracco, responsabile del successo finanziario della famiglia, morì nel 1831 dopo aver sposato Emanuela Vercillo. Gli successe Luigi Barracco (1788-1849), suo unico figlio, che sposò Maria Chiara Lucifero (discendente del barone e patriota Francesco Antonio Lucifero e cugina dello storico Armando Lucifero e del politico Falcone Lucifero, ministro della Real Casa) dal quale ebbe 12 figli, di cui quattro di loro diventeranno parlamentari:
- Giovanni Barracco (1829-1914), deputato e senatore del Regno d'Italia nonché il più ricco possidente del Paese;
- Francesco Barracco, anch'egli possidente;
- Maurizio Barracco, patriota;
- Alfonso Barracco (1810-1890), deputato e senatore del Regno di Sardegna, che sposò la principessa Emilia Carafa dal quale ebbe cinque figli tra cui Enrico, marito di Maria Doria d'Angri e padre di Alfonso, nato a Sorrento nel 1893, a cui lo Stato italiano riconobbe il titolo di barone nel 1907. Sposatosi con la baronessa Gabriella Nicolis de Robilant, Alfonso acquistò nel 1939 Villa Emma, un edificio risalente al XVI secolo, che passò poi in eredità al loro figlio Maurizio[2][5][6];
- Stanislao Barracco, possidente, che contribuì ad aumentare la fortuna della famiglia acquistando altre terre. Fu anche deputato al Parlamento Napoletano per i distretti di Catanzaro e Cotrone nel 1848;
- Roberto Barracco (1836-1917), deputato e senatore del Regno d'Italia e patrizio di Cosenza. Sposò Artemisia Balbi Senarega, sorella del senatore Francesco Balbi Senarega, dal quale ebbe tre figli: Luigi, Chiara e Francesco;
- Guglielmo Barracco, possidente;
- Maria Barracco, sposa di Giuseppe Lucifero, marchese di Apriglianello;
- Teresina Barracco, sposa del conte Michele Ruffo;
- Emanuela Barracco, sposa del duca Enrico d'Aquino, principe di Caramanico;
- Carolina Barracco, sposa del conte Vincenzo Pignatelli;
- Eleonora Barracco, sposa del marchese Cesare Pallavicini[7], patrizio di Genova.

## Proprietà
Le proprietà della famiglia Barracco occupano una superficie di oltre 2250 km² (circa 30000 ha) (2.250 kmq sono 225.000 ha) e si estendono per 100 km dalle alture dei monti della Sila fino al mar Ionio, cioè circa il 15% della superficie della Calabria e lo 0,7% dell'Italia.

### Residenze
- Palazzo Barracco (Crotone): edificato nel 1738 da Domenico Aiello Farina, fu la residenza crotonese della famiglia. Attualmente ospita il museo d'arte contemporanea della città;
- Palazzo Barracco (Roma): attualmente sede dell'omonimo museo, fu edificato da Antonio da Sangallo il Giovane nel 1516 ed acquistato dal Comune di Roma nel 1948 per esporre le collezioni di arte classica e del Vicino Oriente, donate da Giovanni Barracco nel 1904;
- Palazzo Barracco (Napoli): edificio di origini tardo-cinquecentesche pervenuto ai Barracco nella prima metà dell'800 grazie ad un matrimonio;
- Villa Emma (Napoli): edificata da Giacomo Castellano nel XVI secolo, fu in seguito usata anche per scopi militari;
- Villa Margherita (Cutro): venne edificata nel 1880 dal barone Guglielmo Barracco su una superficie di 2500 m². Situato al confine tra Cutro e Isola di Capo Rizzuto, prese il nome dalla regina consorte d'Italia Margherita di Savoia che utilizzò la tenuta come luogo di villeggiatura. Venne in seguito restaurata da Luigi Barracco, discendente della famiglia, nel 1930[9].